# Едмунд Еган
Е́дмунд Е́ган (також Еґан, угор. Egán Ede; 13 липня 1851, Чаковець — 22 вересня 1901, Середнє) — угорський економіст, громадський діяч, благодійник, фахівець з організації сільського господарства Закарпаття.
|  | Руський нарід у глибині душі добрий, слухняний, даного слова дотримується і не втрачає порядності. Він перейметься поступом, адже добре знає, де корінь його лиха. Не має тільки снаги, аби самотужки вирватися з нинішнього становища. |

## Біографічні відомості
Ірландець за походженням Едмунд Еган народився 13 липня 1851 року у місті Чаковець (Чакторня) у Північній Хорватії в родині емігранта з Ірландії. Після закінчення гімназії вивчав економіку в університеті міста Галле (Німеччина) та право у Віденському університеті. У 1883–1896 Едмунд Еган працював на посаді радника угорського міністерства сільського господарства, завідував молочним відділом.
Едмунд Еган глибоко переймався проблемами людей, які працювали на землі. Він побачив, що у найгіршому становищі в Угорщині опинилися українські селяни Закарпаття, які, важко працюючи, ледве могли заробити собі на хліб.
У 1890 р. вийшла його книга, присвячена сільському господарству Карпатського регіону, де було викладено бачення того, як подолати бідність. Серед його проектів було і масове ввезення до краю тірольських корів, і створення кооперативних молочарень, державне кредитування закарпатських селян.
Однак всі проекти угорського уряду натикалися на шалений супротив орендарів-євреїв. За даними історика Жанет Керекеш, на 1913 р. євреї на правах оренди володіли близько 60-70 % земель в Угорщині. Великі земельні магнати мешкали переважно в Будапешті, Відні, Парижі, і їм було нецікаво займатися сільським господарством на своїх землях.
Українське селянство Закарпаття перебувало чи не в найгіршому становищі серед всіх українських селян того часу. Масових масштабів набувала трудова еміграція з Закарпаття. Між 1880 та 1914 роками тільки до США на роботу емігрувало 225 тис. закарпатських селян, які знайшли собі роботу на заводах, фабриках і шахтах штатів Нью-Йорк, Нью-Джерсі, Огайо, Коннектикут, Пенсільванія. Місто Піттсбург і досі рясніє русинськими прізвищами.
У 1897 р. вийшов «Меморандум про розвиток і підвищення рівня духовного й матеріального життя руськомовного народу північно-східних Карпат і Рутенії» Юлія Фірцака, де було описано катастрофічне становище українців у Закарпатті. Угорський уряд, оцінивши ситуацію, що склалася на Закарпатті, скерував для її вирішення Едмунда Егана, який розпочав так звану «Верховинську господарську акцію», яка увійшла до історії як «Акція Егана».

## Акція Егана
У 1897 р. у місті Мукачево було створено штаб цієї акції, так звану Експозитуру для гірських районів, якій допомагало близько 20 греко-католицьких священиків. Діючи не тільки за наказом угорського міністра сільського господарства Ігнаца Дараньї, але й за покликом власного сумління, враженого гнітючою бідністю русинів, Едмунд Еган об'їздив більшість сіл Закарпаття, зустрічався з селянами, священиками, вчителями, урядовцями, поштарями. Свої спостереження Едмунд виклав у доповіді угорському уряду «Економічне становище руських селян в Угорщині». 
Зі звіту Е.Егана про умови життя закарпатських селян:
"Міг би хто подумати, що в сих сторонах, забитих дошками від світу, бодай прожиток дешевий. Куди! Якраз навпаки! До половини зими з'їв кожний господар свої прохлібні засоби, а до жнив жив дорого купленою стравою. За все платить він у 18-20% дорожче за міської ціни...
Русинський селянин не бачить цілий рік ні м'яса, ні яйця, хіба вип'є кілька крапель молока, а у великосвяточний день з'їсть кусень житнього або пшеничного хліба. Зрештою, його поживою є вівсяний ощіпок і - коли не бракне - бульба. Не дивинця, що коли в інших гірських сторонах людей рослих і здорових, у русинському Підкарпатті подибуємо хіба недокровні, марні, пожовклі мари, безсильні, хиткі, нездалі до військової служби"

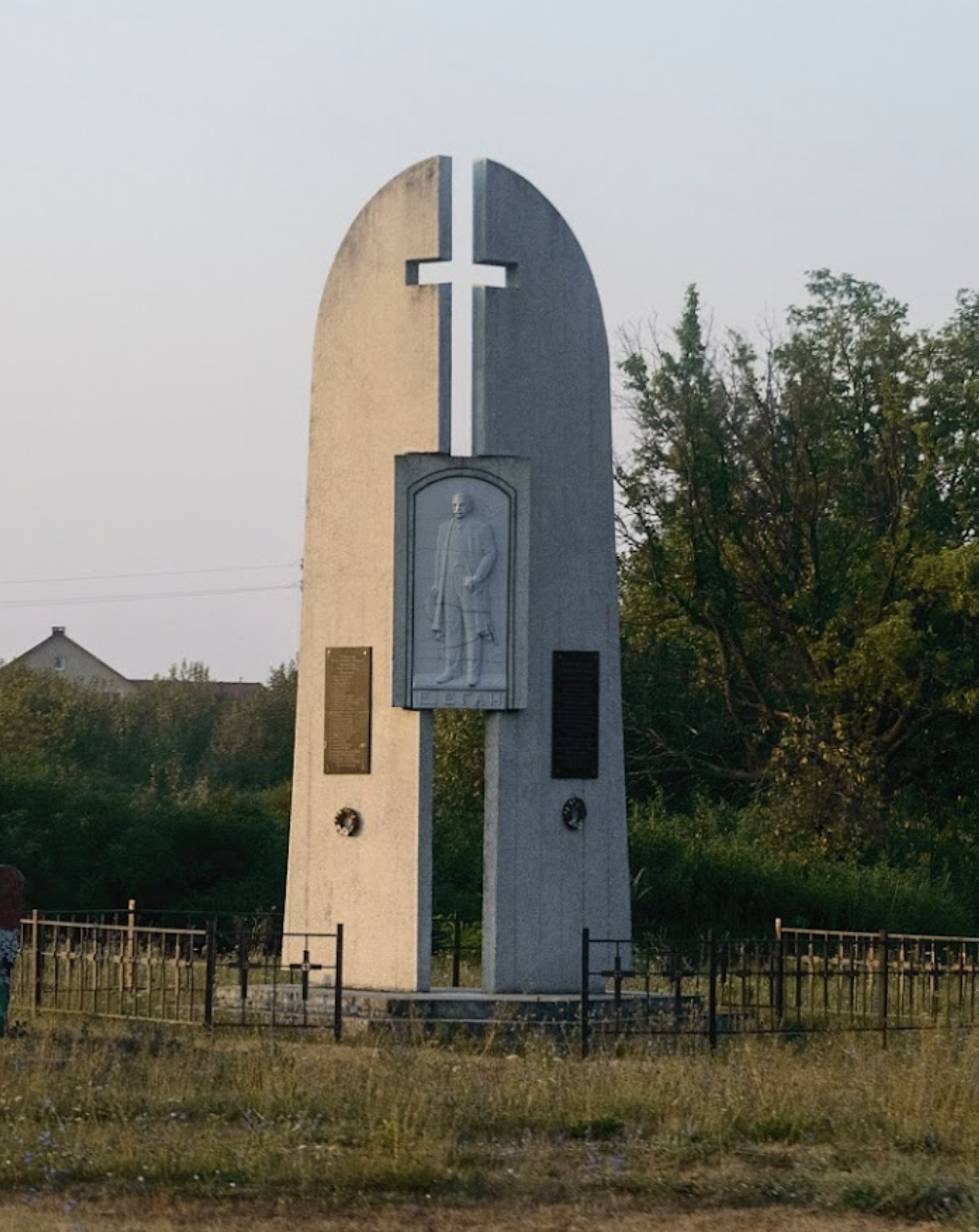
Пам'ятник Едмунду Егану у с. Барвінок

Перші програмні засади допомоги людям були виголошені 28 березня 1898 р. у місті Свалява, а вже 12 лютого 1900 р. у мукачівському готелі «Чіллог» було підбито перші підсумки зроблених кроків.
«Акція Егана» не тільки покращувала становище українських селян Закарпаття, але й була економічно вигідною для самої Угорщини, збільшувала ВВП держави, інтенсифікувала її економіку. Однак ця акція не подобалася лихварям та орендарям, оскільки вибивала основу з їхнього паразитарного способу життя. Ліквідовувався економічно недоцільний інститут посередника, який привласнював левову частку виробленої селянином доданої вартості, оскільки договори оренди землі укладалися через державний інститут. Не було потреби брати гроші під лихварський процент — діяли каси взаємодопомоги, які видавали кошти під 6-7 % річних. Внаслідок впровадження новітніх технологій не тільки значно збільшився об'єм та якість сільськогосподарських продуктів, що вироблялися на селі, але й виникла можливість їх переробки до отримання готового до споживання продукту — вина, сиру тощо. Було ліквідовано лихварську монополію на торгівлю в селі — товари народного вжитку і навіть горілку на селі стали продавати кооперативи, за цінами значно нижчими, ніж перед тим правили лихварі. Отже, додана вартість залишалася на селі.
Діяльність Едмунда Егана викликала спротив не тільки місцевої мафії, але й певних урядових кіл, які непокоїлися, що економічне піднесення русинів може спричинити і політичне. Едмунда Егана почали переслідувати. Сипали йому отруту до коньяку, обкрадали, грабували, підпалювали його житло. Подавали на нього в суд і лжесвідчили проти нього. Писали йому анонімні листи, пропонували гроші, лиш би він виїхав десь до Відня чи до Будапешта. Однак він настільки перейнявся долею подвійно чужого для нього народу, що не хотів відступати.
20 вересня 1901 р. він їхав у кареті з Ужгорода в село Середнє, де в нього стріляли. 22 вересня 1901 р. Едмунд Еган помер.
Розслідування не виявило вбивць і згодом «Верховинська акція» хоч і не була згорнута, та все ж зі смертю свого натхненника просувалася меншими темпами.
На похороні Едмунда Егана в Ужгороді зійшлося 12 тисяч українських селян — пастухів, дроворубів, виноградарів з найвіддаленіших куточків. Очевидці стверджували, що селами стояв голосний плач, майже в кожному селі було проведено жалобні народні збори.
«Спаситель русинського народу», як ще довго називали Егана, назавжди закарбувався в народній пам'яті українців Закарпаття. На місці його загибелі було зведено пам'ятний хрест, знесений комуністичною владою у 1960-х, але відновлений 23 березня 2002 р. 
5 жовтня 2005 року в Ужгороді була заснована благодійна організація «фонд ім. Е. Егана», яка продовжила впроваджувати ідеї започатковані видатним угорським економістом Едмундом Еганом.

## Вшанування пам'яті
У місті Ужгород є площа Едмунда Егана.

## Науковий доробок
- M. Magyarország tejgazdasági termelése és kereskedésének mai helyzete (Bp., 1885);
- Tejszövetkezeti alapszabályminta (Bp., 1886).
- Irod. E. E. (Köztelek, 1901. 75. sz.)
- Értekezés a Budapesten szövetkezeti alapon létesítendő Központi Tejcsarnok tárgyában. Bp. 1883.;
- Magyarország tejgazdasági termelésének és kereskedésének mai helyzete. Bp. 1885.;
- A tejgazdaság fontossága Erdély marhatenyésztési viszonyainak fejlesztésére. Kolozsvár, 1887.;
- Az erdélyi szarvasmarhatenyésztés feladatai. Kolozsvár, 1890.;
- Landwirtschaftlische Skizzen aus Ungarn. Berlin, 1898.;
- A hegyvidéki földművelő nép közgazdasági helyzetének javítását célzó állami akció ügyében … jelentés. Bp. 1900.